# Halowe Mistrzostwa Świata w Lekkoatletyce 2010 – skok w dal mężczyzn
Skok w dal mężczyzn – jedna z konkurencji rozgrywanych podczas 13. Halowych Mistrzostw Świata w hali Aspire Dome w Dosze.
Wymagane minimum A do udziału w mistrzostwach świata wynosiło 8,10. Eliminacje odbyły się 12 marca, a finał zaplanowano na sobotę 13 marca.

## Terminarz
| Data          | Godzina | Runda                |
| ------------- | ------- | -------------------- |
| 12 marca 2010 | 16:45   | Eliminacje - Grupa A |
| 12 marca 2010 | 18:10   | Eliminacje - Grupa B |
| 13 marca 2010 | 17:45   | Finał                |

## Rezultaty
| Poz. - pozycja \| CR - rekord mistrzostw \| NR - rekord kraju \| AR – rekord kontynentu            |
| PB - rekord życiowy \| SB - najlepszy wynik w sezonie \| X - próba spalona \| – - pominięcie próby |

### Eliminacje
Do zawodów przystąpiło 27 zawodników z 21 krajów. Skoczków podzielono na dwie grupy: A i B. Aby uzyskać awans do finału trzeba było uzyskać wynik 8.00 (Q) lub mieć jeden z ośmiu najlepszych wyników (q).
| Pozycja | Grupa | Zawodnik               | Reprezentacja     | #1   | #2   | #3   | Rezultat | Uwagi |
| ------- | ----- | ---------------------- | ----------------- | ---- | ---- | ---- | -------- | ----- |
| 1       | B     | Fabrice Lapierre       | Australia         | 7.66 | 8.19 |      | 8.19     | Q, AR |
| 2       | A     | Mitchell Watt          | Australia         | 8.00 |      |      | 8.00     | Q     |
| 3       | B     | Christian Reif         | Niemcy            | 7.70 | 7.12 | 7.96 | 7.96     | q     |
| 4       | B     | Godfrey Khotso Mokoena | Południowa Afryka | 7.72 | 7.74 | 7.95 | 7.95     | q, SB |
| 5       | A     | Salim Sdiri            | Francja           | 7.81 | 7.94 | x    | 7.94     | q     |
| 6       | A     | Ndiss Kaba Badji       | Senegal           | 7.93 | x    | x    | 7.93     | q     |
| 7       | B     | Ignisious Gaisah       | Ghana             | 7.89 | x    | x    | 7.89     | q, SB |
| 8       | B     | Andrij Makarczew       | Ukraina           | 7.81 | 7.88 | x    | 7.88     | q     |
| 9       | A     | Issam Nima             | Algieria          | 7.48 | 7.88 | 7.63 | 7.88     | NR    |
| 10      | B     | Kafétien Gomis         | Francja           | 7.60 | 7.74 | 7.84 | 7.84     |       |
| 11      | A     | Greg Rutherford        | Wielka Brytania   | 7.35 | 7.80 | x    | 7.80     |       |
| 12      | A     | Irving Saladino        | Panama            | x    | x    | 7.80 | 7.80     | SB    |
| 13      | A     | Tommi Evilä            | Finlandia         | 7.77 | 7.77 | 7.69 | 7.77     |       |
| 14      | B     | Chris Tomlinson        | Australia         | 7.62 | x    | 7.75 | 7.75     |       |
| 15      | B     | Gable Garenamotse      | Botswana          | x    | 7.73 | 7.62 | 7.73     | SB    |
| 16      | B     | Michel Tornéus         | Szwecja           | 7.27 | 7.69 | 7.71 | 7.71     |       |
| 17      | B     | Randall Flimmons       | Stany Zjednoczone | 7.68 | 7.49 | 7.68 | 7.68     |       |
| 18      | B     | Li Jinzhe              | Chiny             | 7.41 | 7.58 | 7.68 | 7.68     |       |
| 19      | A     | Wiktor Kuzniecow       | Ukraina           | 7.64 | 7.66 | 7.28 | 7.66     |       |
| 20      | A     | Jeff Henderson         | Stany Zjednoczone | 7.64 | 5.42 | 7.44 | 7.64     |       |
| 21      | B     | Hussein Taher Al-Sabee | Arabia Saudyjska  | 7.42 | 7.56 | 7.46 | 7.56     |       |
| 22      | A     | Yu Zhenwei             | Chiny             | 7.54 | x    | 7.46 | 7.54     |       |
| 23      | A     | Yahya Berrabah         | Maroko            | 7.52 | x    | 7.49 | 7.52     |       |
| 24      | A     | Nikołaj Atanasow       | Bułgaria          | 7.52 | x    | x    | 7.52     |       |
| 25      | A     | Arsen Sargsyan         | Armenia           | 7.42 | x    | 7.45 | 7.45     |       |
| 26      | B     | Tyrone Smith           | Bermudy           | 7.19 | 7.45 | 7.43 | 7.45     | SB    |
| –       | B     | Wilfredo Martínez      | Kuba              | x    | x    | x    | NM       |       |

### Finał
| Poz. | Zawodnik               | Reprezentacja     | #1   | #2   | #3   | #4   | #5   | #6   | Rezultat | Uwagi |
| ---- | ---------------------- | ----------------- | ---- | ---- | ---- | ---- | ---- | ---- | -------- | ----- |
|      | Fabrice Lapierre       | Australia         | x    | x    | 8.01 | 8.09 | 8.17 | x    | 8.17     |       |
|      | Godfrey Khotso Mokoena | Południowa Afryka | 7.86 | x    | 7.76 | x    | 7.90 | 8.08 | 8.08     | SB    |
|      | Mitchell Watt          | Australia         | x    | 7.93 | x    | 7.88 | x    | 8.05 | 8.05     |       |
| 4    | Salim Sdiri            | Francja           | x    | 7.93 | 7.87 | 8.01 | -    | 7.95 | 8.01     |       |
| 5    | Christian Reif         | Niemcy            | 7.86 | x    | x    | 7.81 | 7.83 | 7.75 | 7.86     |       |
| 6    | Ndiss Kaba Badji       | Senegal           | 7.64 | x    | 7.72 | 7.86 | 7.45 | 7.71 | 7.86     |       |
| 7    | Ignisious Gaisah       | Ghana             | 7.46 | x    | 7.55 | 7.61 | 7.81 | x    | 7.81     |       |
| 8    | Andrij Makarczew       | Ukraina           | x    | 7.65 | 7.44 | x    | 7.55 | 7.45 | 7.65     |       |